# Esther Francksen
Esther Francksen (* 1970 in Oldenburg, Niedersachsen) ist eine deutsche Schauspielerin.

## Leben
Esther Francksen wurde in Oldenburg geboren. Nach dem Abitur an der Schule Schloß Salem absolvierte sie eine dreijährige schauspielerische Ausbildung an der Hochschule für Musik und darstellende Kunst Mozarteum in Salzburg. Von 1990 bis 1992 war sie festes Ensemble-Mitglied des Stadttheaters Heilbronn, von 1993 bis 1995 am Staatstheater Kassel. Sie ist verheiratet und hat zwei Töchter.

## Theater (Auswahl)
- Diener zweier Herren von Goldoni, Regie: Carlos Trafic
- Dreigroschenoper von Brecht/Weill, Rolle: Polly Peachum, Regie: Adelheit Müther
- Was ihr wollt von Shakespeare, Regie: Brigitte Landes
- Sechs Personen suchen einen Autor, Regie: Ralf Nürnberger
- Karlos, Regie: Ralf Nürnberger

## Filmografie (Auswahl)
- 1992: Die Männer vom K3 – Hallali für einen Jagdfreund
- 1997: Großstadtrevier – Lug und Trug
- 1997: SOKO 5113 – Vermißt
- 1997: Solo für Sudmann
- 2004: Die Albertis
- 2009: Tatort: Borowski und die heile Welt